# Red Bull Arena (Leipzig)
El Red Bull Arena, popularmente llamado Zentralstadion (denominación UEFA: RB Arena y Leipzig Stadium para la Eurocopa 2024), es un estadio de fútbol de la ciudad de Leipzig, en el estado federal de Sajonia al sudeste de Alemania. Su dirección es Am Sportforum 2-3, 04105 Leipzig. Actualmente, es la sede oficial del equipo RB Leipzig de la Bundesliga.

## Historia
El Zentralstadion Leipzig o Estadio Central de Leipzig fue inaugurado en 1956, en su tiempo era el estadio más grande de la República Democrática Alemana, con una capacidad que superaba los 100 000 espectadores, lo que le valió el sobrenombre de Estadio de los Cien Mil. El estadio fue construido utilizando más de 1,5 millones de metros cúbicos de escombros del bombardeo sobre Leipzig durante la Segunda Guerra Mundial, se utilizó principalmente para albergar partidos de fútbol a nivel nacional e internacional. Pero también fue sede de varios otros eventos, como torneos atléticos, competiciones de ciclismo y el festival de gimnasia y deportes de la RDA.

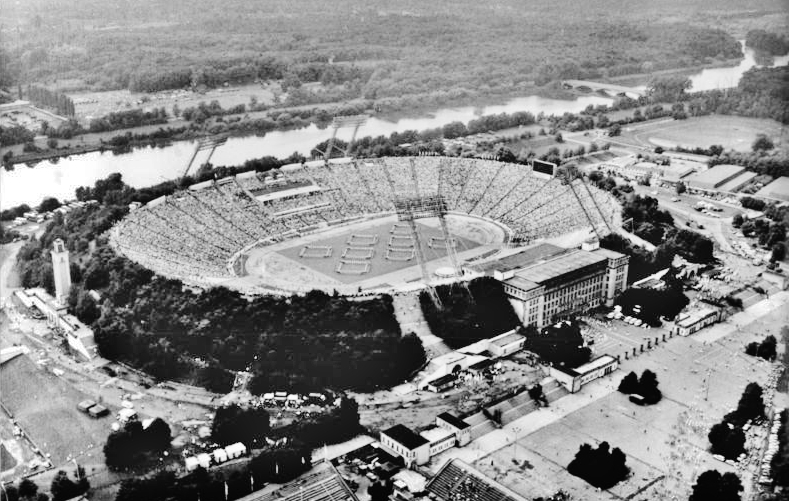
Histórica vista aérea del Zentralstadion.

El estadio inicio su construcción el 15 de abril de 1955 y fue inaugurado oficialmente el 4 de agosto de 1956, con un partido entre los actuales campeones de la liga de la RDA el SC Wismut Karl-Marx-Stadt contra el campeón húngaro Honvéd Budapest, juego que finalizó con la victoria de los magyares por 1–3. El estadio fue utilizado principalmente por el 1. FC Lokomotive Leipzig para sus partidos de la liga y torneos europeos.
El récord de asistencia se estableció cuando 110.000 espectadores presenciaron el partido de clasificación para la Copa del Mundo de 1958 entre la Selección de Alemania Oriental y Checoslovaquia el 27 de octubre de 1957. 
Después de la reunificación alemana en 1990, el Zentralstadion fue utilizado por el VfB Leipzig (1. FC Lokomotive Leipzig), para sus partidos de la Bundesliga Alemana. Debido al deterioro de las instalaciones, la capacidad del estadio se limitó a 40.000 personas. Después del descenso del VfB Leipzig en la temporada 1994 y su posterior traslado al Estadio Bruno-Plache, el estadio solo se usó para eventos ocasionales y luego se abandonó completamente.
Después de que la ciudad de Leipzig obtuviera una sede para la Copa del Mundo de fútbol de 2006, el «viejo» estadio central fue demolido el año 2000. El «nuevo Zentralstadion» se construyó dentro de los muros del viejo, con una capacidad de 44 199 espectadores e inaugurado el 7 de marzo de 2004, con un costo de 96,4 millones de euros.
Desde 2010, el RB Leipzig juega de local en el estadio y el dueño del equipo, Red Bull, rebautizó este escenario como Red Bull Arena, inicialmente como parte de un acuerdo de comodato con la ciudad de Leipzig para su mantenimiento y uso. Posteriormente, en 2016, Red Bull compró el escenario al ayuntamiento de la ciudad, proyectándolo a mediano plazo para ampliar la capacidad de sus tribunas a 57.000 espectadores.

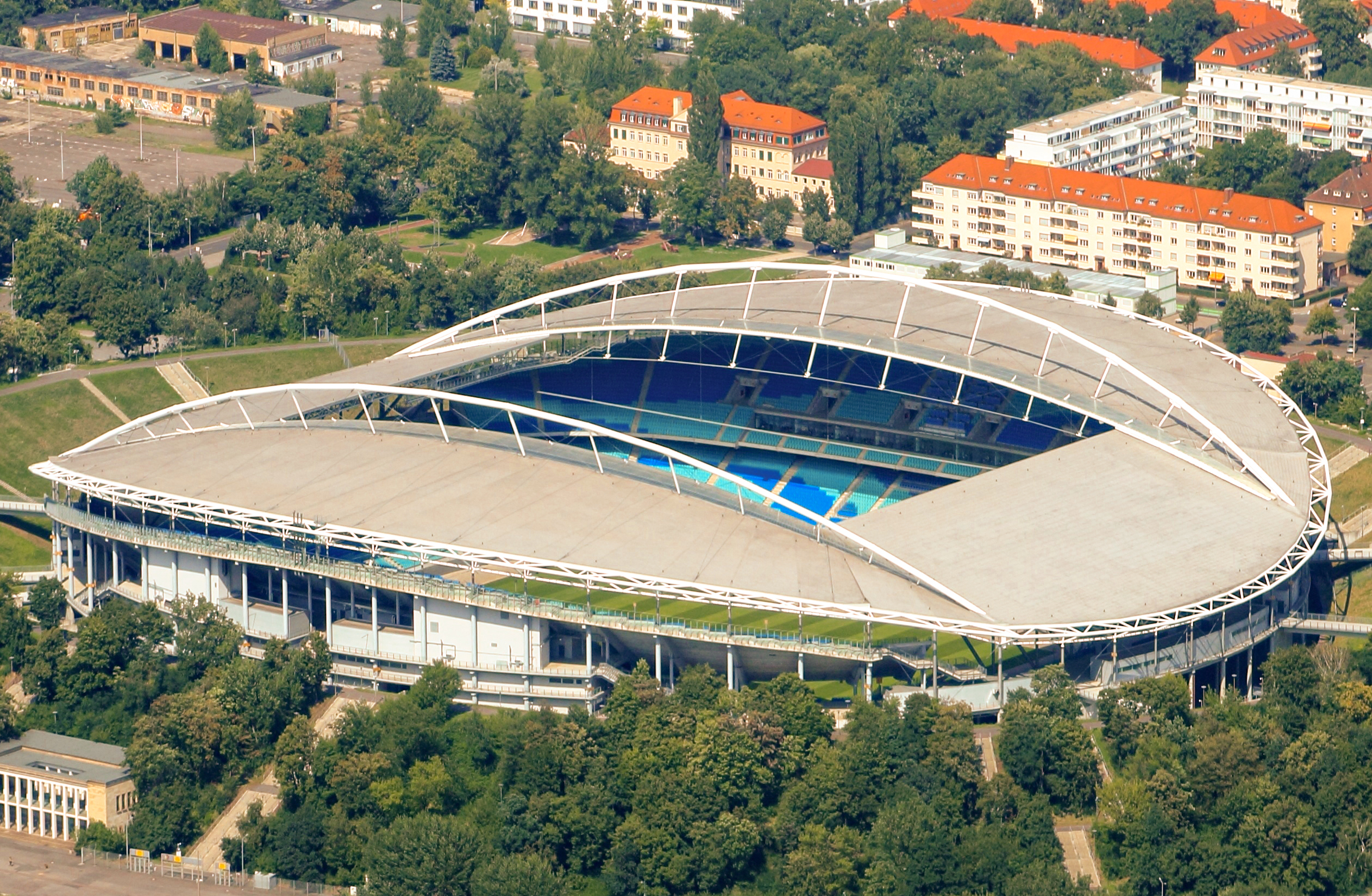
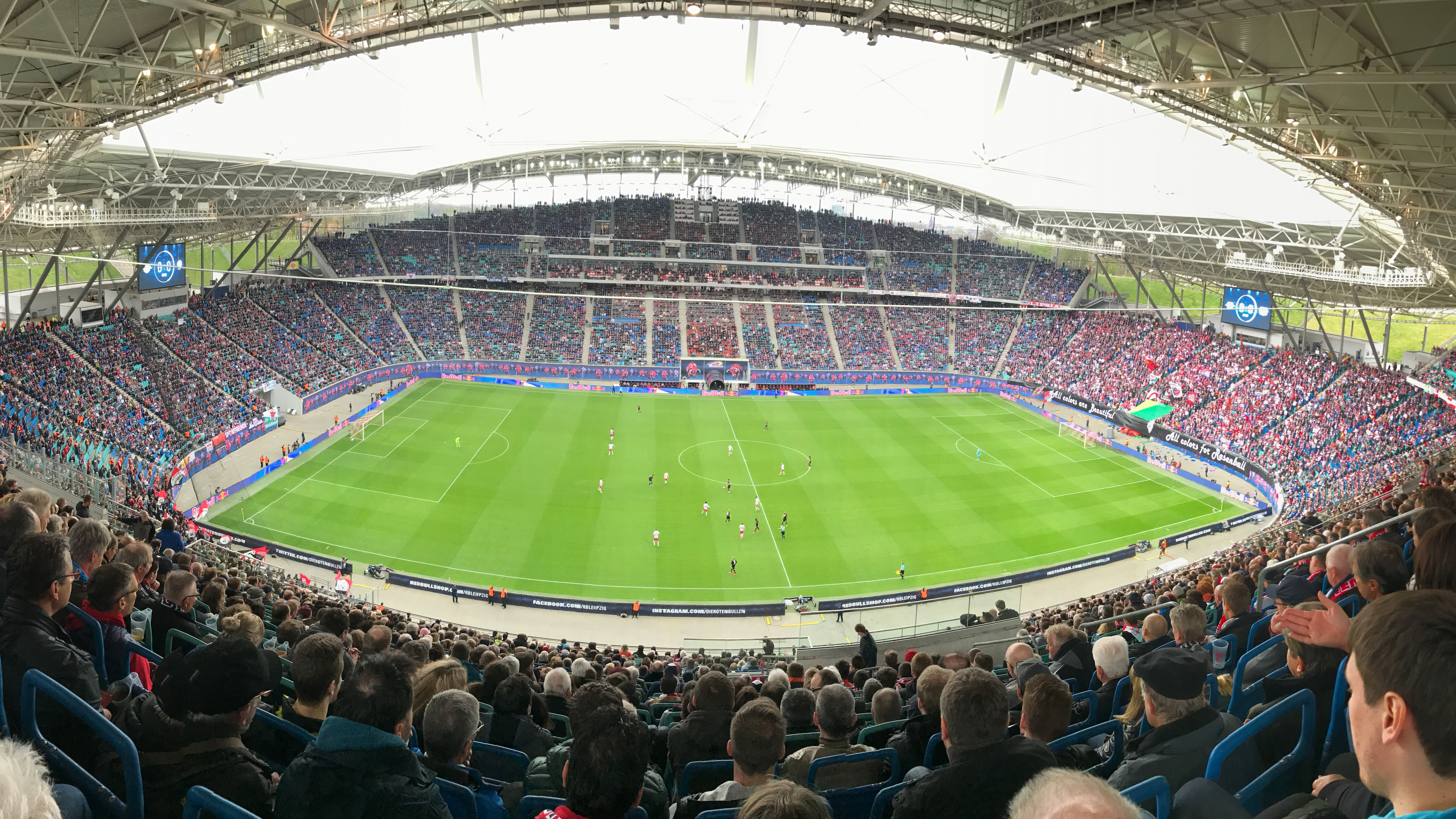
Interior del estadio

## Nombre
Desde julio de 2010 se denomina el estadio como Red Bull Arena. Por normativas de la UEFA, que prohíbe el nombre de patrocinadores en estadios de fútbol, se le denominó un tiempo con el nombre por cuál se le conocía anteriormente, el Zentralstadion o Estadio Central en español; hoy en día se denomina RB Arena cuando el RasenBallsport Leipzig disputa partidos oficiales internacionales y durante la Eurocopa 2024 se conoció como Leipzig Stadium.

## Eventos

### Copa Confederaciones 2005
El estadio albergó tres partidos de la Copa Confederaciones 2005.
| Fecha               | Selección #1 | Resultado | Selección #2 | Ronda                 | Espectadores |
| ------------------- | ------------ | --------- | ------------ | --------------------- | ------------ |
| 21 de junio de 2005 | Túnez        | 2–0       | Australia    | Primera fase, Grupo A | 23 952       |
| 16 de junio de 2005 | Brasil       | 3–0       | Grecia       | Primera fase, Grupo B | 42 507       |
| 29 de junio de 2005 | Alemania     | 4–3       | México       | Tercer lugar          | 43 335       |

### Copa Mundial de Fútbol de 2006
El Red Bull Arena de Leipzig fue uno de los doce estadios elegidos para albergar la Copa Mundial de Fútbol de 2006, albergó un total de cinco partidos.
| Fecha               | Selección #1        | Resultado | Selección #2  | Ronda                 | Espectadores |
| ------------------- | ------------------- | --------- | ------------- | --------------------- | ------------ |
| 11 de junio de 2006 | Serbia y Montenegro | 0–1       | Países Bajos  | Primera fase, Grupo C | 43 000       |
| 14 de junio de 2006 | España              | 4–0       | Ucrania       | Primera fase, Grupo H | 43 000       |
| 18 de junio de 2006 | Francia             | 1–1       | Corea del Sur | Primera fase, Grupo G | 43 000       |
| 21 de junio de 2006 | Irán                | 1–1       | Angola        | Primera fase, Grupo D | 38 000       |
| 24 de junio de 2006 | Argentina           | 2–1       | México        | Octavos de final      | 43 000       |

### Eurocopa 2024
El estadio albergó cuatro partidos de la Eurocopa 2024, tres de fase de grupos y un partido de octavos de final.
| Fecha               | Selección #1 | Resultado | Selección #2    | Ronda                 | Espectadores |
| ------------------- | ------------ | --------- | --------------- | --------------------- | ------------ |
| 18 de junio de 2024 | Portugal     | 2–1       | República Checa | Primera fase, Grupo F | 38 421       |
| 21 de junio de 2024 | Países Bajos | 0–0       | Francia         | Primera fase, Grupo D | 38 531       |
| 24 de junio de 2024 | Croacia      | 1–1       | Italia          | Primera fase, Grupo B | 38 322       |
| 2 de julio de 2024  | Austria      | 1–2       | Turquía         | Octavos de final      | 38 305       |